# Torneo dei quattro trampolini 2022-2023

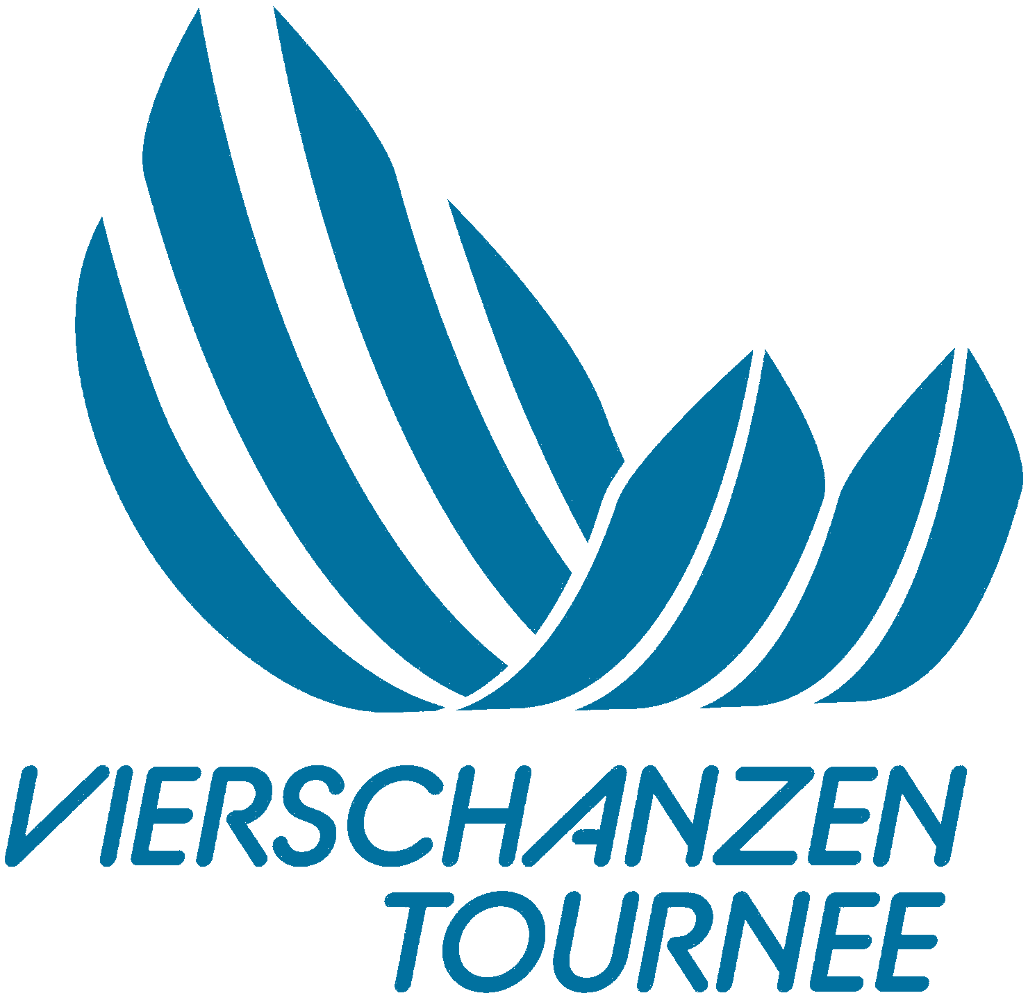
Logo del torneo

Il Torneo dei quattro trampolini 2022-23 si è svolto nelle quattro sedi tradizionali di Oberstdorf, Garmisch-Partenkirchen, Innsbruck e Bischofshofen, situate in Germania e Austria, tra il 28 dicembre 2022 e il 6 gennaio 2023. È la 71ª edizione della manifestazione , valevole per la classifica della Coppa del mondo di salto con gli sci 2023.

## Programma e risultati
|   | Luogo                  | Data             | Evento         |
| - | ---------------------- | ---------------- | -------------- |
| 1 | Oberstdorf             | 28 dicembre 2022 | Qualificazione |
| 1 | Oberstdorf             | 29 dicembre 2022 | Gara           |
| 2 | Garmisch-Partenkirchen | 31 dicembre 2022 | Qualificazione |
| 2 | Garmisch-Partenkirchen | 1 gennaio 2023   | Gara           |
| 3 | Innsbruck              | 3 gennaio 2023   | Qualificazione |
| 3 | Innsbruck              | 4 gennaio 2023   | Gara           |
| 4 | Bischhoffen            | 5 gennaio 2023   | Qualificazione |
| 4 | Bischhoffen            | 6 gennaio 2023   | Gara           |

### Oberstdorf
HS137 Schattenbergschanze, Germania
29 dicembre 2022 
| Classifica | Nome                  | Nazionalità | Salto 1 (m) | Punti salto 1 | Salto 2 (m) | Punti salto 2 | Punteggio totale |
| ---------- | --------------------- | ----------- | ----------- | ------------- | ----------- | ------------- | ---------------- |
| 1          | Halvor Egner Granerud | Norvegia    | 142,5       | 151,5         | 139,0       | 160,9         | 312.4            |
| 2          | Piotr Żyła            | Polonia     | 132,5       | 146,9         | 137,0       | 152.1         | 299,0            |
| 3          | Dawid Kubacki         | Polonia     | 140,5       | 145,9         | 136,0       | 149,0         | 294,9            |
| 4          | Karl Geiger           | Germania    | 136,5       | 142,0         | 134,0       | 151,6         | 293,6            |
| 5          | Stefan Kraft          | Austria     | 133,5       | 139.2         | 138,0       | 152,8         | 292,0            |
| 6          | Andreas Wellinger     | Germania    | 135,0       | 144,5         | 132,0       | 140,7         | 285.2            |
| 7          | Lovro Kos             | Slovenia    | 125,5       | 134.1         | 133,5       | 146,6         | 280,7            |
| 8          | Daniel Tschofenig     | Austria     | 122,5       | 133,5         | 132,5       | 145,3         | 278,8            |
| 9          | Kamil Stoch           | Polonia     | 133,0       | 139,7         | 130,0       | 136,4         | 276.1            |
| 10         | Anže Lanišek          | Slovenia    | 119,5       | 125.2         | 129,0       | 142.2         | 267,4            |

### Garmisch-Partenkirchen
HS142 Große Olympiaschanze, Germania
1 Gennaio 2023 
| Classifica | Nome                  | Nazionalità | Salto 1 (m) | Punti salto 1 | Salto 2 (m) | Punti salto 2 | Punteggio totale |
| ---------- | --------------------- | ----------- | ----------- | ------------- | ----------- | ------------- | ---------------- |
| 1          | Halvor Egner Granerud | Norvegia    | 140,0       | 148,5         | 142,0       | 155.2         | 303.7            |
| 2          | Anže Lanišek          | Slovenia    | 140,5       | 147,9         | 137,0       | 149,4         | 297,3            |
| 3          | Dawid Kubacki         | Polonia     | 136,0       | 141,7         | 138,5       | 152,7         | 294.4            |
| 4          | Manuel Fettner        | Austria     | 136,0       | 136,3         | 138,0       | 143.3         | 279,6            |
| 5          | Jan Hörl              | Austria     | 136,0       | 135,7         | 138,5       | 143.2         | 278,9            |
| 6          | Piotr Żyła            | Polonia     | 135,5       | 140,8         | 134,5       | 136.2         | 277,0            |
| 7          | Daniel Tschofenig     | Austria     | 131,0       | 131,6         | 136,0       | 143,8         | 275,4            |
| 8          | Andreas Wellinger     | Germania    | 137,0       | 136,7         | 133,0       | 136,4         | 273.1            |
| 9          | Kamil Stoch           | Polonia     | 135,0       | 133,5         | 134,5       | 139.2         | 272,7            |
| 10         | Michael Hayböck       | Austria     | 128,5       | 125.2         | 140,0       | 144,6         | 269,8            |

### Innsbruck
HS128 Bergiselschanze, Austria
4 Gennaio 2023 
| Classifica | Nome                  | Nazionalità | Salto 1 (m) | Punti salto 1 | Salto 2 (m) | Punti salto 2 | Punteggio totale |
| ---------- | --------------------- | ----------- | ----------- | ------------- | ----------- | ------------- | ---------------- |
| 1          | Dawid Kubacki         | Polonia     | 127.0       | 137.4         | 121.5       | 127.8         | 265.2            |
| 2          | Halvor Egner Granerud | Norvegia    | 123.0       | 124.6         | 133.0       | 137.1         | 261.7            |
| 3          | Anže Lanišek          | Slovenia    | 127.0       | 130.5         | 121.5       | 128.3         | 258.8            |
| 4          | Stefan Kraft          | Austria     | 129.5       | 126.2         | 125.0       | 128.8         | 255.0            |
| 5          | Kamil Stoch           | Polonia     | 127.0       | 128.0         | 121.0       | 121.2         | 249.2            |
| 6          | Marius Lindvik        | Norvegia    | 128.0       | 127.9         | 121.0       | 118.3         | 246.2            |
| 7          | Michael Hayböck       | Austria     | 128.0       | 122.6         | 122.0       | 116.5         | 239.1            |
| 8          | Daniel Tschofenig     | Austria     | 117.0       | 112.6         | 120.5       | 121.7         | 234.4            |
| 9          | Jan Hörl              | Austria     | 122.5       | 121.2         | 119.0       | 112.5         | 233.7            |
| 10         | Piotr Żyła            | Polonia     | 120.5       | 115.0         | 119.0       | 116.5         | 269.8            |

### Bischofshofen
HS142 Paul-Ausserleitner-Schanze, Austria
6 Gennaio 2023
| Classifica | Nome                  | Nazionalità | Salto 1 (m) | Punti salto 1 | Salto 2 (m) | Punti salto 2 | Punteggio totale |
| ---------- | --------------------- | ----------- | ----------- | ------------- | ----------- | ------------- | ---------------- |
| 1          | Halvor Egner Granerud | Norvegia    | 139.5       | 157.1         | 143.5       | 156.3         | 313.4            |
| 2          | Anže Lanišek          | Slovenia    | 140.5       | 156.0         | 139.0       | 149.5         | 305.5            |
| 3          | Dawid Kubacki         | Polonia     | 135.5       | 152.2         | 140.0       | 151.5         | 303.7            |
| 4          | Michael Hayböck       | Austria     | 138.5       | 151.8         | 137.0       | 145.8         | 297.6            |
| 5          | Jan Hörl              | Austria     | 135.5       | 144.3         | 140.5       | 147.8         | 292.1            |
| 6          | Kamil Stoch           | Polonia     | 138.0       | 148.8         | 134.5       | 141.1         | 289.9            |
| 7          | Peter Prevc           | Slovenia    | 134.5       | 144.0         | 139.5       | 144.6         | 288.6            |
| 8          | Manuel Fettner        | Austria     | 134.5       | 143.9         | 139.0       | 141.7         | 285.6            |
| 9          | Timi Zajc             | Slovenia    | 135.5       | 143.3         | 137.0       | 142.0         | 285.3            |
| 10         | Piotr Żyła            | Polonia     | 133.5       | 142.5         | 136.0       | 140.0         | 282.5            |

## Classifica generale
| Classifica | Nome                  | Nazionalità | Oberstdorf | Garmisch- Partenkirchen | Innsbruck  | Bischofshofen | Punti totali |
| ---------- | --------------------- | ----------- | ---------- | ----------------------- | ---------- | ------------- | ------------ |
| 1          | Halvor Egner Granerud | Norvegia    | 312.4 (1)  | 303.7 (1)               | 261.7 (2)  | 313.4 (1)     | 1191.2       |
| 2          | Dawid Kubacki         | Polonia     | 294.9 (3)  | 294.4 (3)               | 265.2 (1)  | 303.7 (3)     | 1158.2       |
| 3          | Anže Lanišek          | Slovenia    | 267.4 (10) | 297.3 (2)               | 258.8 (3)  | 305.5 (2)     | 1129.0       |
| 4          | Piotr Żyła            | Polonia     | 299.0 (2)  | 277.0 (6)               | 231.5 (10) | 282.5 (10)    | 1090.0       |
| 5          | Kamil Stoch           | Polonia     | 276.1 (9)  | 272.7 (9)               | 249.2 (5)  | 289.9 (6)     | 1087.9       |
| 6          | Stefan Kraft          | Austria     | 292.0 (5)  | 249.5 (18)              | 255.0 (4)  | 281.0 (14)    | 1077.5       |
| 7          | Michael Hayböck       | Austria     | 262.1 (12) | 269.8 (10)              | 239.1 (7)  | 297.6 (4)     | 1068,6       |
| 8          | Daniel Tschofenig     | Austria     | 278.8 (8)  | 275.4 (7)               | 234.3 (8)  | 272.6 (18)    | 1061.1       |
| 9          | Jan Hörl              | Austria     | 251.6 (16) | 278.9 (5)               | 233.7 (9)  | 292.1 (5)     | 1056.3       |
| 10         | Manuel Fettner        | Austria     | 260.3 (13) | 279.6 (4)               | 225.4 (15) | 285.6 (8)     | 1050.9       |